# مشاهده امواج گرانشی

اندازه‌گیری امواج گرانشی LIGO در لیوینگستون (سمت چپ) و هانفورد (راست) آشکارسازهای نسبت به نظری مقادیر پیش بینی شده است.

 یک میلیارد و سیصد میلیون سال پیش برخورد دو سیاهچاله در حدود ۲۹ و ۳۶ جرم خورشیدی و پدیدآمدن یک سیاهچاله از این ادغام، با تولید امواج بسیار نیرومند جاذبهٔ اغتشاشاتی در فضا-زمان ایجاد کرد که اکنون در زمین احساس شده‌است.
میزان انرژی آزاد شده از ادغام این دو سیاهچاله پنجاه برابر انرژی ستاره‌های کل کیهان قابل مشاهده بود و در حدود بیست صدم ثانیه‌ای که امواج دریافت شدند انرژی معادل سه برابر کل جرم خورشید تولید شد.آلبرت اینشتین سال‌ها پیش در نظریهٔ نسبیت عام خود وجود این امواج گرانشی را که با سرعت نور در فضا-زمان حرکت می‌کنند پیش‌بینی کرده بود که با اکتشاف اخیر این مسئله به اثبات رسید.
همچنین این نخستین مشاهده از ادغام سیاهچالهٔ دوتایی یا باینری بود، و نشان‌دهندهٔ دو موضوع: یکی وجود سیستم سیاهچاله ستاره‌وار با جرم ستارهای دوتایی، و این واقعیت که چنین ادغام می‌تواند در سن کنونی جهان نیز رخ دهد.
امواجی که با ادغام این تحول عظیم GW150914 به صورت یک موج در فضا-زمان به زمین رسیده، طول ۴ کیلومتر بازوی لیگو را، به یک هزارم پهنای یک پروتون تغییر داده، نسبت تغییری که صورت گرفته: مقایسهٔ «فاصله تا نزدیک‌ترین ستاره» در خارج از منظومهٔ خورشیدی با «عرض یک تار مو» است.

## جزئیات مشاهده‌ی اول
در ۱۴ سپتامبر ۲۰۱۵ ساعت ۹:۵۰:۴۵ به وقت GMT سیستم‌های رصدخانهٔ امواج گرانشی LIGO سیگنالی آشکار کردند. فرکانس این لرزش در ابتدای دریافت ۳۵ هرتز بود و پس از آن در ثانیهٔ ۰.۲۵ به ۲۵۰۰ هرتز افزایش یافت. با اختلاف زمانی میان دو رصدخانه (چیزی حدود ۰.۰۰۷ ثانیه) و فاصلهٔ این دو، درمی‌یابیم سرعت حرکت امواج برابر با سرعت نور است. سیاهچاله‌ای که از این برخورد پدید آمد برابر با ۶۲ جرم خورشیدی است (چیزی حدود ۳ جرم خورشیدی به صورت انرژی در امواج آزاد شده است.) 

## مشاهدهٔ سوم
در تاریخ ۴ ژانویهٔ ۲۰۱۷ برای سومین‌بار امواج گرانشی مشاهده شد. این برخورد، دورترین فاصله بین سه مشاهده است. از آنجایی که می‌دانیم سرعت حرکت امواج گرانشی برابر با سرعت نور است، می‌توان گفت که این رویداد دورترین رویداد بین سه رویداد بود. زمان ادغام دو سیاهچاله در حدود دو میلیارد سال پیش است. سیاهچالهٔ نهایی جرمی نزدیک به ۵۰ جرم خورشیدی داشت. 